# پیترو توریسی
پیترو توریسی (به ایتالیایی: Pietro Torrisi) (زاده ۲۰ ژانویهٔ ۱۹۴۰) بازیگر ایتالیایی است.
از نقش‌های او می‌توان به بازی در قهرمانان در جهنم، مرگ به یک قاتل لبخند می‌زند، یک نابغه، دو شریک و یک ساده‌دل، اسب عریان، امانوئل سیاه ۲ و شب‌های داغ دون ژوان اشاره کرد.